# Canthidium tuberifrons
Canthidium tuberifrons là một loài bọ cánh cứng trong họ Bọ hung (Scarabaeidae).